# Алессандра Сантус де Олівейра
Алессандра Сантус де Олівейра (порт. Alessandra Santos de Oliveira, 2 грудня 1973) — бразильська баскетболістка.
Срібна призерка Олімпійських Ігор 1996 року, бронзова призерка 2000 року, учасниця 2004 року.
Бронзова призерка Панамериканських ігор 2003 року.
Чемпіонка світу 1994 року.